# Zlatica (Banat)
Zlatica je selo udaljeno 15 km istočno od Zrenjanina na pruzi i magistralnom putu koji povezuje Zrenjanin i Vršac. Po svom broju stanovnika Zlatica spada u manje mesne zajednice. Ona je jedna od najurbanijih seoskih mesnih zajednica, jer već decenijama poseduje infrastrukturu, koja je u nekim drugim selima tek u planu ili se gradi, tu navodimo kanalizacionu i vodovodnu mrežu. Pored toga urađena je grafikacija, poboljšane su telekomunikacione veze i izgrađeno je 70% lokalnih puteva, kao i pešačke staze. U selu postoji i fudbaslki klub "Zlatica", koji se takmiči u seoskim ligama. Klub ima svoj moderni teren sa svlačionicama i klupskim prostorijama, a pored njega nalaze se i tereni za košarku, mali fudbal i odbojku, kao i pomoćni teren i dečije igralište. Naselje poseduje moderan park, u centralnom delu parka nalazi se osveštani zvonik, a u planu je i gradnja manje crkve na tom mestu. Pored ovog velikog postoji i takozvani Titov park sa 88 stabala, koliko je Josip Broz imao godina kada je umro. Preduzeće Zlatica oko kojeg je naselje i nastalo prodato je pre nekoliko godina firmi "Matijević" iz Novog Sada.
Zlatica nema status naseljenog mesta, već se vodi kao deo obližnjeg Lazareva (gde i deca idu u školu). Prvi put je pokrenuta inicijativa 2000. godine i dobijeni su razni odgovori. Očekivalo se da će doći do pozitivnog rešenju u vreme kada je Zrenjanin dobio status grada 2007. godine, ali do toga nije došlo. Ponovo su pokrenute inicijative na skupštini grada Zrenjanina 30. novembra 2009. i 20. decembra 2018. godine, ali bez uspeha.
Aktuelni predsednik mesne zajednice je Dragan Radičević.

## Spoljašnje veze
- Sajt mesne zajednice Zlatica
- „Selo Zlatica nema prodavnicu, školu i vrtić”. vojvodinainfo.rs. 20. 12. 2018. Архивирано из оригинала 27. 03. 2019. г. Приступљено 27. 3. 2019.
- Kako je selo postalo ničije („Politika”, 21. oktobar 2020)